# Giuseppe Valditara
Giuseppe Valditara (Milano, 12 gennaio 1961) è un politico e giurista italiano, dal 22 ottobre 2022 ministro dell'istruzione e del merito nel governo Meloni.

## Biografia
Entrambi i genitori sono originari della bassa novarese: il padre Luigi di Nibbiola e la madre di Vespolate. Laureato in giurisprudenza all’Università di Milano, ha intrapreso la carriera accademica ed è divenuto docente ordinario di diritto romano e diritti dell'antichità presso il dipartimento di Giurisprudenza dell’Università degli Studi di Torino.
Nel 1992, con il libro Studi sul magister populi. Dagli ausiliari militari del rex ai primi magistrati repubblicani ha vinto il Premio internazionale per la storia delle istituzioni politiche e giuridiche conferito dalla presidenza della Corte Costituzionale. È stato direttore scientifico della rivista giuridica Studi giuridici europei edita dall’Università Europea di Roma, nonché preside del corso di laurea in Giurisprudenza dello stesso ateneo.
Ha curato l'edizione online pubblicata da Giappichelli dei lavori della Assemblea Costituente.

## Attività politica

### Gli inizi
Nel 1993 entra nel direttivo della Fondazione Bruno Salvadori presieduta da Gianfranco Miglio, allora definito l’«ideologo» della Lega Nord, che lavorava a scrivere un progetto di riforma costituzionale in senso federale dello stato, noto come il decalogo di Assago, presentato al 2º congresso della Lega Nord il 12 dicembre 1993 (svoltosi appunto ad Assago) e approvata poi dal congresso.
A gennaio 1994 prende parte alla delegazione leghista che firma il patto politico di governo tra Roberto Maroni e Mariotto Segni, che verrà annulato dal segretario federale della Lega Nord Umberto Bossi (v. Indro Montanelli, L'Italia di Berlusconi; Bruno Vespa, Il cambio).

### Alleanza Nazionale
Nel 1995 aderisce ad Alleanza Nazionale (AN) di Gianfranco Fini, dove nel 1996 fonda assieme a Pinuccio Tatarella "Oltre il Polo" per la costruzione in Italia di una destra "gollista e federalista".
A giugno 2000 diventa assessore all'Istruzione e all'edilizia scolastica nella giunta provinciale di Milano presieduta da Ombretta Colli, mantenendo l'incarico fino a luglio 2001.
Nel 2001 viene nominato Responsabile del dipartimento Scuola e Università della presidenza di AN.

### Elezione a senatore
Alle elezioni politiche del 2001 viene candidato al Senato della Repubblica nel collegio maggioritario di Rho, sostenuto dalla coalizione di centro-destra Casa delle Libertà in rappresentanza di Alleanza Nazionale, dove viene eletto per la prima volta senatore con il 44,19% dei voti contro i candidati de L'Ulivo Roberto Biscardini (35,33%), di Rifondazione Comunista Mario Anzani (5,63%), della Lista Di Pietro Roberto Borgio (3,4%), della Lista Pannella-Bonino Giovanni Bonsignore (2,35%). Nella XIV legislatura della Repubblica è stato componente della 1ª Commissione Affari costituzionali, della 7ª Commissione Istruzione pubblica, beni culturali in sostituzione del sottosegretario al MIUR Maria Grazia Siliquini, della Commissione parlamentare per le questioni regionali e della Commissione parlamentare per l'infanzia, di cui brevemente è stato vicepresidente.
Alle elezioni politiche del 2006 è stato confermato senatore nella circoscrizione Lombardia con AN, dove nella XVI legislatura diventa segretario della 7ª Commissione Istruzione pubblica, beni culturali, membro della Commissione parlamentare per le questioni regionali e della Commissione parlamentare per l'infanzia.
A novembre 2007 propone un emendamento alla legge finanziaria per l'aumento delle borse di studio degli studenti di dottorato delle università pubbliche italiane, che – secondo le dichiarazioni dello stesso proponente – avrebbe aumentato l'importo della borsa da 800 euro a 1 150-1 200 euro al mese. Nonostante il parere contrario del governo Prodi II per ragioni di copertura, l'emendamento viene approvato, ma l'importo, come aumentato nella legislatura seguente, sarà di poco più di 1 000 euro netti.
Alle politiche del 2008 viene riconfermato senatore, tra le liste del Popolo delle Libertà (lista elettorale dove AN confluisce) nella medesima circoscrizione, dove nella XVI legislatura, oltre ad essere segretario della 7ª Commissione Cultura, si distingue particolarmente nella stesura, in qualità di relatore al Senato, della Riforma Gelmini per l'università pubblica italiana nel 2010 dove ha collaborato.
Nel 2009 aderisce alla confluenza di Alleanza Nazionale nel Popolo della Libertà, ma nel 2010 aderisce a Futuro e Libertà per l'Italia di Gianfranco Fini, divenendo il coordinatore regionale in Lombardia.

### Fuori dal Parlamento
Nel 2018 si avvicina alla Lega per Salvini Premier e, nello stesso anno, diventa capo dipartimento Formazione superiore e ricerca del Ministero dell'istruzione, dell'università e della ricerca guidato dal ministro Marco Bussetti, rimanendo in carica fino al 2019. A settembre 2022 diventa consigliere politico del segretario federale della Lega Matteo Salvini. Candidatosi alle elezioni politiche del 25 settembre 2022 con la Lega, non risulta eletto.

### Ministro dell'Istruzione e del merito
In seguito alla vittoria della coalizione di centro-destra alle elezioni politiche del 2022 e il successivo incarico di formare un governo affidato a Giorgia Meloni, il 21 ottobre 2022 viene indicato quale Ministro dell'Istruzione rinominato "Ministro dell'Istruzione e del merito" in quota Lega. Il giorno successivo ha giurato nelle mani del Presidente della Repubblica Sergio Mattarella come Ministro dell'Istruzione e del merito nel governo Meloni.
Come ministro, ha promosso una riforma degli istituti tecnici, introducendo il cosiddetto modello “4+2”, che prevede la riduzione del percorso negli istituti tecnici a 4 anni e l’introduzione di un biennio specializzante presso gli Istituti Tecnologici Superiori (ITS Academy). Inoltre vengono aumentate le ore di apprendistato formativo e di alternanza scuola-lavoro, oltre a prevedere che vi possano essere docenti esterni esperti di una particolare materia e provenienti dal mondo produttivo. La riforma è stata elogiata da Confcommercio poiché faciliterebbe il legame tra la scuola e le imprese, e criticata da CGIL e partiti di opposizione a causa delle riduzione di un anno del percorso scolastico e dell’estensione delle ore di lavoro in azienda anche per i quindicenni, oltre che per l’equiparazione tra percorso quadriennale e quinquennale.
Sempre al fine di migliorare il collegamento tra scuola e imprese, i ministri Valditara e Urso hanno introdotto anche il “Liceo del Made in Italy”, un nuovo indirizzo liceale simile come impostazione al liceo economico-sociale, ma con un forte potenziamento di diritto ed economia, un aumento di storia dell’arte e una riduzione delle ore di lingua straniera. Nel primo anno di attivazione del nuovo indirizzo, a causa dei tempi ristretti prima della scadenza delle iscrizioni alle scuole superiori, soltanto poche scuole lo hanno attivato come programma di studi e gli studenti iscritti sono stati 375 nell’intero territorio nazionale.
Per quanto riguarda le altre scuole ha promosso un ddl a propria firma che prevede la reintroduzione dei giudizi sintetici nella scuola primaria al posto delle valutazioni descrittive introdotte nel 2020, la reintroduzione del voto in condotta nelle scuole di ogni grado (con bocciatura in caso di insufficienza), l’introduzione dell’obbligo di svolgere lavori socialmente utili in caso di sospensioni superiori ai due giorni e l’introduzione di multe fino a diecimila euro per reati commessi contro il personale scolastico.
In seguito alla chiusura decisa da una scuola di Pioltello per la festa di fine Ramadan del 2024, Valditara ha annunciato un provvedimento che vieterebbe alle scuole di fissare i giorni di chiusura annuali in corrispondenza delle festività di religioni che non abbiano sottoscritto un'intesa con lo stato. Secondo il ministro la norma sarebbe necessaria per evitare una discriminazione tra le diverse minoranze religiose e una competizione tra di esse. La norma annunciata è stata invece criticata e ritenuta lesiva della libertà di culto da parte della Federazione delle Chiese evangeliche italiane.
Con il DM n 62 del 10 marzo 2022 il Ministro Valditara ha dato seguito alle osservazioni in merito ad alcune disposizioni sul DM 3889 del 2012 formulate dall'Autorità Garante della Concorrenza e del Mercato in data 21 gennaio 2015; per AGCM infatti, la precedente normativa, creava una disparità di trattamento con gli enti di certificazione linguistica non indicati né riconosciuti dai Governi dei Paesi per il tramite delle rispettive Ambasciate.
Con il  DM n 62 del 10 marzo 2022 il Ministro ha voluto introdurre una procedura di selezione trasparente ed accurata per gli enti certificatori di competenze linguistiche straniere; tale procedura ha creato una riduzione drastica del numero degli enti certificatori per le lingue straniere, portando la lista da 41 a 8.
A gennaio 2025 il Ministro annuncia future riforme scolastiche che dovrebbero modificare in modo significativo i programmi educativi delle scuole primarie e secondarie, suscitando molteplici reazioni.
Il 22 maggio 2025, il Ministro  ha firmato un decreto che stanzia 151 milioni di euro a favore delle scuole superiori, con un focus particolare su istituti tecnici e scuole che hanno aderito al modello 4+2. Una cifra che rappresenta uno degli investimenti più cospicui degli ultimi anni nel settore della formazione tecnica e professionale.
Il Decreto Valditara si inserisce tra le azioni previste dal Piano Nazionale di Ripresa e Resilienza (PNRR) e mira a rafforzare i percorsi PCTO e a promuovere esperienze all’estero per gli studenti, ritenute fondamentali per l'inserimento nel mondo del lavoro e per la crescita culturale e personale. L’investimento risponde anche all’esigenza di colmare il gap tra la formazione scolastica e le richieste del tessuto produttivo europeo e internazionale.

## Opere principali
- Aspetti religiosi del regno di Servio Tullio, Pontificia universitas Lateranensis, 1986.
- Studi sul magister populi. Dagli ausiliari militari del rex ai primi magistrati repubblicani, Giuffrè, 1989, ISBN 9788814018862.
- Superamento dell'æstimatio rei nella valutazione del danno aquiliano ed estensione della tutela ai non domini, Giuffrè, 1992.
- Damnum iniuria datum, Giappichelli, 1996.
- Alle origini del concetto di Damnum, Giappichelli, 1997.
- Sulle origini del concetto di damnum, Giappichelli, 1998.
- Saggi sulla libertà dei romani, dei cristiani, e dei moderni, Rubbettino, 2007, ISBN 9788849817744.
- Studi di diritto pubblico romano, Giappichelli, 1999.
- L'immigrazione nell'antica Roma. Una questione attuale, Rubbettino, 2008, ISBN 9788849844443.
- Lo stato nell'antica Roma, Rubbettino, 2015, ISBN 9788849817744.
- Riflessioni sulla pena nella Roma repubblicana, Giappichelli, 2015, ISBN 9788834858592.
- L'impero romano distrutto dagli immigrati: così i flussi migratori fanno collassare lo stato più imponente dell'antichità, Il Giornale, 2016.
- La questione lombarda, Aracne, 2017.
- Lombardia felix: tra autonomia e responsabilità, un modello da esportare, Il Giornale, 2017.
- Giudici e legge, Pagine, 2018, ISBN 9788875574758.
- Sovranismo. Una speranza per la democrazia, Book Time, 2018, ISBN 9788862181297.
- Civis Romanus Sum, Giappichelli, 2018, ISBN 9788892117198., trad. inglese Washington - London, Academica Press, 2020.
- Auctoritas fra autorevolezza e autocrazia, Giappichelli, 2021, ISBN 9788892138667.
- Alle radici romane della Costituzione: persona, famiglia, Stato, proprietà, libertà, Guerini, 2022.
- Il dictator tra emergenza e libertà, Giappichelli, 2021, ISBN 9788892140127.
- La scuola dei talenti, Piemme, 2024.

## Premi e riconoscimenti
- 1992 - Premio internazionale per la storia delle istituzioni politiche e giuridiche, Presidenza della Corte Costituzionale